# Кристер Арнольд Едмундович
Кристер Арнольд Едмундович (Арнольд-Едуард Германович-Едмундович; 30 жовтня (11 листопада) 1886, Київ - 24 жовтня 1937, там же) — правознавець, професор (1920). 
Народився в м. Київ у сім'ї садовода-підприємця німецького походження; онук Вільгельма Кристера (доброго знайомого Т.Шевченка), засновника садівницької фірми і садівницького господарства (нині відомі як квітково-декоративне господарство «Троянда» і ландшафтний парк «Кристерова гірка»). 
Після здобуття середньої освіти у 3-й Київській гімназії (1904) навчався 2 роки на фізико-математичному факультеті, а згодом — на юридичному факультеті Київського університету, який закінчив 1912. Із вересня 1913 — професорський стипендіат кафедри російського цивільного права і судочинства Київського університету. Член Київського юридичного товариства. 1913–14 слухав лекції у Бернському (Швейцарія) та Тюбінгенському (Німеччина) університетах, працював під керівництвом відомого швейцарського правника Є.Губера. 
Від червня 1917 — приват-доцент юридичного факультету Київського університету, 1919 — секретар факультету. Водночас 1918–19 викладав у Київ. юрид. інституті, Київ. комерційному інституті та на Вищих жін. курсах у Києві. Від 2-ї пол. 1919 жив на Кавказі та Дону (за власним свідченням, не зміг повернутися з відпустки через обставини воєн. часу). Із весни 1920 – проф. каф-ри енциклопедії та історії філософії права Донського (Ростовського) університету. 
Після повернення в серп. 1921 до Києва працював у ВУАН (нині Національна академія наук України) заст. кер., а з 1922 – кер. Комісії ВУАН для виучування звичаєвого права України. 1926 очолив секцію приватного права цієї комісії, а з жовтня 1927 – також створену за його ініціативою Комісію для виучування рад. права. Був заст. голови Правничого т-ва при ВУАН (1922–29), керівником Семінару з виучування цивільного та звичаєвого права (заснований у трав. 1921 для молодих науковців ВУАН), головою, а згодом – секретарем заснованої 1928 Статутної ("Статутарної") комісії ВУАН, дійсним чл. Всеукр. наук. асоціації сходознавства (з 1928). 
До сфери його наукових інтересів входили проблеми речового права, а в пореволюц. час – теор. питання звичаєвого права, правові відносини в сел. дворі, проблеми заставного права, заг. питання госп. (торг.-пром.) права. За його редакцією вийшли друком "Програми до збирання матеріалів звичаєвого права" (1925); 2 перші випуски академічного вид. "Праці Комісії для виучування звичаєвого права України" (1925, 1928); зб. "Наукові досліди та розвідки Комісії радянського права" (1929). Крім того, у наук. вид. ВУАН "Записки Соціально-економічного відділу" він опублікував біографічні нариси, присвячені творчості проф. Є.Губера, акад. О.Гуляєва і акад. В.Гордона; в ж. "Україна" (1927–29) – кілька бібліографічних оглядів нової цивілістичної літ.; у виданнях "Наукові записки Київського інституту народного господарства. Техніка, економіка і право", "Право и жизнь" та ін. – низку статей. Водночас працював у Київ. інституті нар. госп-ва: проф. (1921–30), зав. правничим семінаром (1923–24), декан правничого факультету (1925–28), проректор з навч. частини (1925–27). Викладав курси цивільного права, цивільного процесу, міжнар. приватного права. 
У липні 1933 рокумзвільнений з ВУАН "за саботаж у науковій роботі" і з Київ. інституту нар. госп-ва у зв'язку з ліквідацією юридичного факультету. Від 1934 працював юрисконсультом "Укрцивільбуду" Наркомату комунального господарства УСРР, а з 1936 – старшим консультантом Державного арбітражу при РНК УСРР. Водночас з 1934 – науковий співробітник сектору медичного законодавства Інституту охорони здоров'я.
Заарештований у лютому 1937 і 23 жовтня 1937 виїзною сесією Військової колегії Верховного суду СРСР (після попереднього схвалення "розстрільного списку" Й.Сталіним, В.Молотовим, Л.Кагановичем, К.Ворошиловим і А.Мікояном) засуджений за сфабрикованим звинуваченням в участі в антирад. націоналістичній терористичній організації та шпигунстві на користь Німеччини до вищої міри покарання. Страчений у Києві наступного дня. Реабілітований у лют. 1959.